# Jakob Cedergren
Jakob Cedergren (Lund, 10 gennaio 1973) è un attore svedese naturalizzato danese.

## Biografia
Attore attivo principalmente in campo cinematografico, ma apparso anche in ruoli televisivi, tra piccolo e - soprattutto - grande schermo, ha partecipato ad una quarantina di differenti produzioni, a partire dalla fine degli anni novanta.
Tra i suoi ruoli principali, figurano quello di Bjarne Madsen nella miniserie televisiva Edderkoppen (2000), quello di Robert Hansen nel film Terribly Happy (Frygtelig lykkelig, 2008), quello di Nick nel film Submarino (2010), quello di Thomas Schaeffer nella serie televisiva Loro uccidono (Den som dræber, 2011) e nel film  Den som dræber - Fortidens skygge (2011), quello dell'ispettore Thomas Andreasson nella serie televisiva Omicidi a Sandhamn (Morden i Sandhamn, 2010-...).

### Vita privata
È fidanzato con la costumista Pernille Holm.

## Filmografia parziale

### Cinema
- Den blå munk, regia di Christian Braad Thomsen (1998)
- Rembrandt (2003)
- Voksne mennesker, regia di Dagur Kári (2005)
- Bag det stille ydre, regia di Martin Schmidt (2005)
- The Journals of Knud Rasmussen, regia di Norman Cohn e Zacharias Kunuk (2006)
- Forestillingen om et ukompliceret liv med en mand, regia di Ib Kastrup e Jørgen Kastrup (2006)
- Sprængfarlig bombe, regia di Tomas Villum Jensen (2006)
- Nåletræer, regia di Stefano González (2007)
- Terribly Happy (Frygtelig lykkelig), regia di Henrik Ruben Genz (2008)
- Arn: Riket vid vägens slut, regia di Peter Flinth (2008)
- Timetrip: The curse of the Viking witch (Vølvens forbandelse), regia di Mogens Hagedorn (2009)
- Submarino, regia di Thomas Vinterberg (2010)
- Den som dræber - Fortidens skygge, regia di Birger Larsen (2011)
- Antigang - Nell'ombra del crimine (Antigang), regia di Benjamin Rocher (2015)
- Il colpevole - The Guilty (Den skyldige), regia di Gustav Möller (2018)

### Televisione
- Edderkoppen – miniserie TV (2000)
- Nikolaj og Julie – serie TV, 3 episodi (2002)
- De grønne slagtere, regia di Michael Sandager – film TV (2003)
- Ørnen: En krimi-odyssé – miniserie TV (2004)
- Forbrydelsen – serie TV (2007)
- Sommer – serie TV, un episodio (2008)
- Harry & Charles – serie TV (2009)
- Arn – miniserie TV (2010)
- Loro uccidono (Den som dræber) – serie TV, 10 episodi (2011)
- Omicidi a Sandhamn (Morden i Sandhamn) – serie TV, 19 episodi (2010-2018)

## Riconoscimenti
- Premio Bodil
  - 2004 – Candidatura come Miglior attore protagonista per Rembrandt[4]
  - 2009 – Miglior attore protagonista per Terribly Happy[4]
  - 2011 – Candidatura come Miglior attore protagonista per Submarino
  - 2014 – Candidatura come Miglior attore protagonista per Sorg og glæde
  - 2019 – Miglior attore protagonista per Il colpevole - The Guilty (Den skyldige)
- Festival internazionale del cinema di Berlino
  - 2005 – Shooting Stars Award[4]
- Premio Robert
  - 2009 – Miglior attore protagonista per Terribly Happy[4]
  - 2011 – Candidatura come Miglior attore protagonista per Submarino
  - 2014 – Candidatura come Miglior attore protagonista per Sorg og glæde
  - 2017 – Candidatura come Miglior attore non protagonista per Fuglene over sundet
  - 2019 – Miglior attore protagonista per Il colpevole - The Guilty (Den skyldige)
- European Film Awards
  - 2010 – Candidato come Miglior attore per Submarino
  - 2018 – Candidato come Miglior attore per Il colpevole - The Guilty (Den skyldige)
- Torino Film Festival
  - 2018 – Miglior attore per Il colpevole - The Guilty (Den skyldige)

## Doppiatori italiani
Nelle versioni in italiano delle opere in cui ha recitato, Jakob Cedergren è stato doppiato da:
- Massimo Lodolo in Timetrip: The curse of the Viking witch
- Gianfranco Miranda in Omicidi a Sandhamn[5]
- Lorenzo Scattorin in Il colpevole - The Guilty